# 舒尔尼亚克
舒尔尼亚克（法語：Chourgnac，法語發音：[ʃuʁɲak]）是法国多尔多涅省的一个市镇，位于该省东部偏北，属于佩里格区。

## 地理
舒尔尼亚克（45°14'11"N, 1°3'35"E）面积6.96 平方千米，位于法国新阿基坦大区多爾多涅省，该省份为法国西南部内陆省份，是法國本土面积第三大的省，大致对应佩里戈尔地区，北起顺时针与夏朗德省、上维埃纳省、科雷兹省、洛特省、洛特-加龙省、吉倫特省和滨海夏朗德省接壤。
与舒尔尼亚克接壤的市镇（或旧市镇、城区）包括：图尔图瓦拉克、加比尤、圣奥尔斯、圣厄拉利当斯。

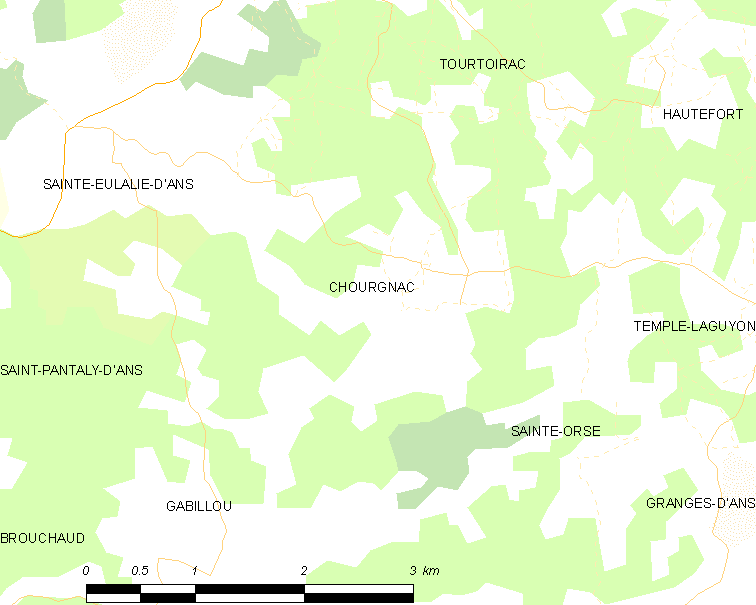
舒尔尼亚克的OSM定位图

舒尔尼亚克的时区为UTC+01:00、UTC+02:00（夏令时）。

## 行政
舒尔尼亚克的邮政编码为24640，INSEE市镇编码为24121。

## 政治
舒尔尼亚克所属的省级选区为上黑色佩里戈尔县。

## 人口

1962-2008年间舒尔尼亚克人口变化图示

舒尔尼亚克于2022年1月1日时的人口数量为69人。